# Armoriale delle famiglie italiane (Am)
Questo è l'armoriale delle famiglie italiane il cui cognome inizia con le lettere Am.

## Armi

### Ama
| Stemma | Casato e blasonatura |
| ------ | --- |
|        | Amabile (Napoletano) (la blasonatura non è stata ancora caricata) (citato in NBNA) |
|        | Amadei (Prato, Firenze) di azzurro al monte di tre cime di verde sostenente un ostensorio d'oro, accostato da due leoni affrontati dello stesso (citato in SPRE – Vol. I pag. 368) |
|        | Amadei (Roma, Austria) d'azzurro a due leoni controrampanti posti su tre monti di verde e sostenenti un disco col nome di Gesù, tutto d'oro (citato in SPRE – Vol. I pag. 368) 2 leoni controrampanti di oro su monte a 3 cime di verde uscente dalla punta reggenti con le anteriori un disco raggiato di oro caricato del nome di GESÙ in lettere maiuscole di nero tutto su azzurro (citato in LEOM) d'azzurro, a due leoni contro-rampanti d'oro, sostenuti da un monte all'italiana di tre cime di verde posto sulla punta, e sostenenti un disco del secondo, radiante caricato del nome di Gesù (citato in GUCA - pag. 514 e in DAlena) |
|        | Amadei (Roma, Vaticano) Titolo: duchi di Granlago e agro cesanese D'azzurro con due leoni controrampanti, affrontati a un ostensorio d'oro posato sopra una montagna di tre cime del medesimo (citato in Campidoglio, vol. I, pag. 44, immagine in Rust, Amadei/2 (PDF). URL consultato il 25 giugno 2013 (archiviato dall'url originale il 5 marzo 2016).) |
|        | Amadei (Roma) (d'argento, alla croce di rosso caricata di cinque crescenti montanti del campo, accantonata da quattro torte d'azzurro, all'agnello pasquale, con la testa rivoltata, accovacciato su un terreno di verde) (immagine in Rust, Amadei (PDF). URL consultato il 25 giugno 2013 (archiviato dall'url originale il 4 marzo 2016).) |
|        | Amadei (Firenze) Partito d'oro e di rosso, a due semivoli abbassati dell'uno nell'altro (citato in ASFI) |
|        | Amadei (Prato) D'azzurro, all'ostensorio d'oro racchiudente l'Ostia d'argento, caricata del monogramma di Cristo di nero, l'ostensorio posato su un monte di tre cime di verde e sostenuto da due leoni affrontati d'oro (citato in ASFI) 2 leoni controrampanti di oro reggenti tra le anteriori un ostensorio dello stesso con sigla in lettere maiuscole di nero IHS di cui l'H è cimata da croce latina dello stesso posto su un monte a 3 cime di verde su azzurro (citato in LEOM) |
|        | Amadei (Roma) colonna cimata da un sole su rosa posta su un monte a 3 cime ristrette uscente dalla punta tale colonna affiancata da - 2 leoni controrampanti tutto di oro su azzurro (citato in LEOM) |
|        | Amadei (Valle Sabbia) d'azzurro a tre stelle d'oro a sei punte, poste in capo accompagnate in punta dalla lettera N maiuscola dello stesso (citato in Piovanelli) |
|        | Amadio (Veneto) (la blasonatura non è stata ancora caricata) (citato in STBV) (immagine dello Stemmario reale di Baviera.) |
|        | Amadio (Venezia) lettera D maiuscola di rosso su monte a 3 cime di oro uscente dalla punta tutto su azzurro (citato in LEOM) |
|        | Amadio (Ossero, Venezia) (la blasonatura non è stata ancora caricata) (citato in UNFE) Immagine nella Biblioteca Estense Universitaria (id. 6954). |
|        | Amadio o Arminii (Aquileia, Ossero, Venezia) (la blasonatura non è stata ancora caricata) (citato in UNFE) Immagine nella Biblioteca Estense Universitaria (id. 5664). |
|        | Amadore o Amadore di Ser (Toscana) (DE) In Blau 1 goldene Lilie über 3 2:1 gestellten goldene Scheiben (citato in KHIF) |
|        | Amadori (Firenze, Prato) D'azzurro, alla banda del campo bordata d'argento e caricata di un filetto ondato d'oro, accompagnata da due stelle a otto punte dello stesso, una in capo e una in punta (citato in ASFI) (DE) In Blau 1 silberner Zwillingsschrägbalken, 1 goldene Wellenschrägleiste einschließend und oben und unten begleitet von je 1 achtstrahligen goldenen Stern (citato in KHIF) |
|        | Amadori (Firenze, Prato) Di rosso, a tre anelletti d'oro, 2.1 alias Di rosso, a tre anelletti d'oro, 2.1, sormontati da un giglio dello stesso (citato in ASFI) |
|        | Amadori (Firenze, Prato) Troncato in scaglione d'oro e d'azzurro, allo scaglione di rosso passato sulla troncatura e sostenente due lepri affrontate e retroguardanti al naturale; il tutto accompagnato nel 1º da una stella a otto punte d'azzurro, e nel 2º da un bisante-torta inquartato d'oro e di rosso (citato in ASFI) |
|        | Amadori (Firenze) Di..., allo scaglione di..., accompagnato da tre stelle a sei (o otto) punte di..., 2.1 (citato in ASFI) |
|        | Amadori (Toscana) (DE) In Blau 1 silberner Zwillingsschrägbalken, 1 silberne Wellenschrägleiste einschließend und oben und unten begleitet von je 1 achtstrahligen goldenen Stern (citato in KHIF) |
|        | Amadori (Toscana) (DE) In Rot 1 blauer Balken, begleitet oben von 2, unten von 1 blauen Herzen (citato in KHIF) |
|        | Amadori (Toscana) (DE) In Rot 1 silberner natürlicher Leopard (citato in KHIF) |
|        | Amadori (Firenze, Lucca) banda contromerlata di oro su azzurro affiancata da - 2 cotisse (banda ridotta di spessore) di argento e da - 2 stelle (8 raggi) di oro poste in sbarra su azzurro (citato in LEOM) |
|        | Amadori (Cesena) (la blasonatura non è stata ancora caricata) (citato in BLCW) Immagine in Blasone Cesenate. |
|        | Amadori del Lion d'Oro (Firenze) D'azzurro, alla gemella in banda (o in fascia) d'argento, racchiudente un leone leopardito d'oro e accompagnata da due stelle a otto punte dello stesso (o d'argento), una in capo e una in punta alias D'azzurro, alla gemella in banda d'argento, racchiudente un leopardo d'oro e accompagnata da due stelle a otto punte dello stesso, una in capo e una in punta (citato in ASFI) |
|        | Amaducci (Ravenna) d'oro, allo scaglionetto di verde accompagnato da tre gigli del medesimo (citato in GUCA – pag. 471, in MONT - pag. 126 e in DAlena) |
|        | Amaducci (Cesena) (la blasonatura non è stata ancora caricata) (citato in BLCW) Immagine in Blasone Cesenate. |
|        | Amaggi (Carmagnola) Palato d'argento e d'azzurro, con il capo d'azzurro, carico di un ramo d'ulivo di verde, sostenuto con il becco da due colombe, d'argento Motto: Virtute extolit (citato in SUBL) |
|        | Amalfetano (Napoletano) (la blasonatura non è stata ancora caricata) (citato in NBNA) |
|        | Amalfitani (Napoli) d'oro a due bande di rosso; su ciascuna un leone passante, quello di sotto rovesciato, il tutto di rosso (citato in SPRE – Vol. I pag. 368 e in NBNA) 2 bande di rosso su oro - 2 leoni contropassanti di rosso sulle bande su oro (citato in LEOM) |
|        | Amalfitani (Napoli) d'oro, alla banda abbassata di rosso accostata da due leopardi dello stesso contrapassanti (citato in GUCA – pag. 166) |
|        | Amanati (Cesena) (la blasonatura non è stata ancora caricata) (citato in BLCW) Immagine in Blasone Cesenate. |
|        | Amanati (la blasonatura non è stata ancora caricata) (citato in UNFE) Immagine nella Biblioteca Estense Universitaria (id. 3475). |
|        | Amandoli (Cortona) D'argento, al ramo reciso di mandorlo posto in banda, sostenente un uccello con la testa rivolta, in atto di beccare un ramo che si diparte dal detto ramo principale, il tutto al naturale (citato in ASFI) |
|        | Amanti (Cesena) (la blasonatura non è stata ancora caricata) (citato in BLCW) Immagine in Blasone Cesenate. |
|        | Amar (Burano, Venezia) (la blasonatura non è stata ancora caricata) (citato in UNFE) Immagine nella Biblioteca Estense Universitaria (id. 7098). |
|        | Amarelli (Messina) Titolo: nobili di Sicilia d'azzurro, al leone di argento, lampassato di rosso, impugnante colle zampe anteriori un mazzetto di fiori di rosso (citato in SPRE – Vol. I pag. 369, in Mango, in PRTS e in NBSC) leone rampante di argento mazzetto di fiori di rosso tra le anteriori su azzurro (citato in LEOM) alias d'azzurro con un leone d'argento, che tiene colle zampe anteriori taluni fiori d'argento (citato in NBSC) (Cenno storico in Famiglie nobili di Sicilia (archiviato dall'url originale il 12 febbraio 2018).) Ulteriore ragguaglio storico in Famiglie nobili di Sicilia (archiviato dall'url originale l'11 febbraio 2018). |
|        | Amarelli (Napoletano) (la blasonatura non è stata ancora caricata) (citato in NBNA) |
|        | Amari (Palermo, Trapani) Titolo: marchese di S. Carlo; conte di Sant'Adriano, barone dei Salti dei Mulini, Marineo, Risalaimi; signore di Sullia, Ficuzza, Casalicchio, Melia, Rinella d'argento, alla sirena al naturale, posta sopra un mare di azzurro movente dalla punta, col capo dello stesso, caricato di una stella (6) d'oro (citato in SPRE – Vol. I pag. 369 e in PRTS) d'argento, alla sirena al naturale, posta sopra un mare d'azzurro movente dalla punta, col capo dello stesso, caricato da una stella d'oro. Corona di conte (citato in Mango e in NBSC) d'argento con una sirena al naturale sopra onde azzurre al capo d'azzurro con una stella d'oro. Corona di conte (citato in NBSC) sirena al naturale posta di profilo uscente da mare di azzurro su argento - stella (6 raggi) di oro su azzurro in capo (citato in LEOM) (Cenno storico in Famiglie nobili di Sicilia (archiviato dall'url originale il 12 febbraio 2018).) Ulteriore ragguaglio storico in Famiglie nobili di Sicilia (archiviato dall'url originale l'11 febbraio 2018). |
|        | Amarighi (Sicilia) troncato, d'azzurro e d'oro nel 1° all'aquila spiegata e coronata d'oro e la fascia d'argento sulla partizione (citato in Mango) diviso di azzurro e d'oro con una fascia broccante d'argento accompagnata in capo da un'aquila di oro coronata (citato in NBSC) (Cenno storico in Famiglie nobili di Sicilia (archiviato dall'url originale il 12 febbraio 2018).) |
|        | Amaro o D'Amaro (Napoletano) Arma: d'argento, a tre fasce nebulose di azzurro (citato in STVS) |
|        | Amat (Cagliari, Roma) di rosso al destrocherio al naturale movente da una nuvola d'argento, impugnante una spada d'argento alta in palo, sovrastante un mare d'azzurro, fluttuoso d'argento (citato in Tatiana Kirova et alii, Cagliari Quartieri storici: Castello, Comune di Cagliari, Cagliari, 1985 e in NBSD) alias di rosso al braccio destro, armato, movente dal fianco sinistro dello scudo ed impugnante una spada alta in palo, il tutto di argento, con un mare di argento, fluttuoso di azzurro nella punta dello scudo (citato in SPRE – Vol. I pag. 369: la blasonatura risulta però imprecisa per quanto riguarda l'armatura del destrocherio, la presenza della nuvola e il colore di base del mare e in NBSD) braccio destro armato uscente da destra impugnante con la mano di carnagione spada posta in palo tutto di argento su rosso - mare fluttuoso di argento e di azzurro uscente dalla punta su rosso (citato in LEOM) Cimiero: elmo e corona marchionale Motto: Domat omnia virtus sopra lo scudo e sotto Loquebar de testimoniis tuis in conspectu regum |
|        | Amati d'argento alla pianta di miglio in palo stelata e fogliata di verde e spigata d'un pezzo d'oro; al capo di rosso con il leone corrente di oro (citato in SPRE – Vol. I pag. 370) |
|        | Amati troncato: sopra di rosso al leone d'oro illeopardito; sotto argento alla pianta di canna palustre, fiorita d'oro, nodrita nella pianura erbosa, il tutto al naturale (citato in SPRE – Vol. IX pag. 209) |
|        | Amati (Cesena, Terni) troncato d'argento e di rosso, a sei rose dell'uno nell'altro poste in orlo (citato in SPRE – Vol. IX pag. 208) 6 rose poste in orlo 3 di rosso poste 1,2 su argento e 3 di argento poste 2,1 su rosso (citato in LEOM) |
|        | Amati (Firenze) Di rosso, al castello turrito di un pezzo d'argento (citato in ASFI) |
|        | Amati (Firenze) Di..., alla mano di... uscente dal mare di..., tenente fra il pollice e l'indice un giglio di... (citato in ASFI) |
|        | Amati (Firenze) Di..., al delfino guizzante in palo di... (citato in ASFI) |
|        | Amati (Pistoia) Troncato: nel 1º di rosso, al leone leopardito d'oro; nel 2º d'argento, allo stelo sradicato, fogliato di verde e cimato da una pannocchia d'oro (citato in DAlena e in ASFI) |
|        | Amati (Siena) Troncato fiammeggiante d'azzurro e d'oro, a tre palle (o bisanti), 2.1, dell'uno nell'altro (citato in ASFI) |
|        | Amati (Toscana) (DE) 13mal silber-rot geteilt (citato in KHIF) |
|        | Amati (Cremona) inquartato di rosso e d'oro (citato in BLCR) Immagine in Blasonario Cremonese (archiviato dall'url originale il 2 marzo 2017). |
|        | Amati Cellesi (Pistoia) Titolo: Conte partito: nel 1º d'argento alla pianta di miglio in palo stelata e fogliata di verde e spigata d'un pezzo d'oro; al capo di rosso con il leone corrente di oro (Amati); nel 2º palato di oro e di azzurro al capo di argento con il leone corrente di rosso (Cellesi) (citato in SPRE – Vol. I pag. 370) pianta di miglio di verde spigata di oro uscente dalla punta su argento - leone corrente di oro su rosso in capo - palato di oro e di azzurro - leone corrente di rosso su argento in capo (citato in LEOM) |
|        | Amati Cellesi (Pistoia) Titolo: Conte inquartato: nel 1º e 4º troncato: sopra di rosso al leone d'oro illeopardito; sotto d'argento alla pianta di canna palustre, fiorita d'oro, nodrita nella pianura erbosa, il tutto al naturale (Amati); nel 2º e 3º d'oro a tre bande d'azzurro, col capo d'argento al leone di rosso illeopardito (Cellesi) (citato in SPRE – Vol. IX pag. 209) leone passante di oro su rosso - canna al naturale fiorita di oro su terrazzo di verde su argento - 3 bande di azzurro su oro - leone passante di rosso su argento in capo (citato in LEOM) Cimiero: un leone di rosso nascente in mezzo ad un volo: l'ala destra d'argento carica della Croce di S. Stefano di rosso; l'ala sinistra d'oro carica di tre bande d'azzurro |
|        | Amati Galgani Bertelli (Siena, Volterra) Inquartato: nel 1º e nel 4º d'argento (o d'azzurro), alla torre al naturale, fondata sul monte di tre cime dello stesso uscente dalla punta, e sormontata da una stella a otto punte d'oro; nel 2º e 3º d'argento, alla fascia d'azzurro, caricata di un crescente montante d'oro e accompagnata in capo da un'aquila di nero uscente dalla fascia, e in punta da tre bande di rosso (citato in ASFI) |
|        | Amato (Amantea, Napoli) Titolo: patrizi di Amantea e nobili di azzurro all'ippogrifo d'oro, armato e lampassato di rosso, col capo di azzurro caricato da 3 stelle d'oro, sostenuto dalla trangla del medesimo (citato in SPRE – Vol. I pag. 370 e in PRTS) ippogrifo rampante di oro su azzurro - 3 stelle (6 raggi) di oro poste in fascia su azzurro in capo - trangla di oro (citato in LEOM) |
|        | Amato (Molfetta) d'azzurro, a 6 stelle d'oro di 6 raggi, 3, 2, 1 Motto: Donat omnia virtus (citato in ) |
|        | Amato e Amato di Caccamo e Amato di Sciacca (Palermo, Messina) Titolo: duca di Caccamo, principe di Galati, duca di Santo Stefano, barone della Masseria, di Villanova, Belriparo, Bonfiglio, Cassarà, Galando e Verdura, nobile dei duchi di Caccamo D'azzurro alla banda d'oro ed un leone d'oro passante accompagnata all'angolo destro da una cometa d'oro e nell'angolo destro della punta da una stella dello stesso (citato in Mango) d'azzurro, alla banda d'oro, sostenente un leone leopardito, guardante una cometa, la banda addestrata al terzo cantone da una stella, il tutto dello stesso (citato in Mango) d'azzurro con una banda d'oro ed un leone d'oro passante, accompagnata all'angolo destro del capo da una cometa d'oro e nell'angolo destro della punta da una stella pur d'oro: lo scudo cimato da elmo con lambrequini. Corona di principe, e mantello di velluto scarlatto (citato in NBSC) alias D'azzurro con sei stelle d'oro a sei raggi, ordinate 3,2 e 1 (citato in Mango, in DAlena, in PRTS e in NBSC) (Cenno storico in Famiglie nobili di Sicilia (archiviato dall'url originale il 12 febbraio 2018).) Ulteriore ragguaglio storico in Famiglie nobili di Sicilia (archiviato dall'url originale l'11 febbraio 2018). |
|        | Amato (Napoletano) (la blasonatura non è stata ancora caricata) (d'azzurro, albero di verde, leone illeopardito d'oro attraversante) (citato in NBNA) |
|        | Amato (Napoletano) (la blasonatura non è stata ancora caricata) (troncato: nel 1º d'azzurro, uccello passante d'argento con fronda nel becco; nel 2º scaglionato d'argento e d'azzurro di sei pezzi) (citato in NBNA) |
|        | Amato (Napoletano) (la blasonatura non è stata ancora caricata) (d'azzurro, al grifo d'oro lampassato di rosso, al sole d'oro nel canton destro del capo) (citato in NBNA) |
|        | Amato (Napoletano) (la blasonatura non è stata ancora caricata) (d'azzurro, alla torre d'argento posata su un monte di verde uscente dalla punta, e cimato di un uccello) (citato in NBNA) |
|        | Amato (Napoletano) (la blasonatura non è stata ancora caricata) (d'azzurro, al grifone d'oro lampassato di rosso; al capo troncato d'argento, alla scritta AMANTEA di nero, e d'azzurro, a tre stelle a otto raggi d'oro, sostenuto da una trangla d'oro (citato in NBNA) |
|        | Amato (Napoletano) d'azzurro, alla fascia d'argento caricata da tre gigli di rosso; nel cantone destro del capo una stella cometa d'oro ondeggiante in palo e nella punta tre stelle di oro male ordinate (citato in STVS) |
|        | Amato (Tropea) (LA) (la blasonatura non è stata ancora caricata) (citato in BLCL) Notizie storiche in Tropea Magazine. |
|        | Amatucci (Ravenna) Giglio (citato in DAlena) |
|        | Amatucci (Napoli) di verde, allo scaglione accompagnato da tre gigli 2, 1, il tutto d'oro (Immagine nella Raccolta stemmi Trippini (JPG).) |

### Amb
| Stemma | Casato e blasonatura |
| ------ | --- |
|        | Ambling (Vasto, Graz) Inquartato: nel 1º e nel 4º d'azzurro alla cicogna passante armata e imbeccata di rosso tenente col becco un serpente, al terrazzo di verde; nel 2º e 3º d'oro a due destrocheri d'argento armati impugnanti una freccia di nero. Sul tutto: d'argento all'aquila rossa spiegata (citato in DAlena) |
|        | Ambo o Imbù (Sicilia) Titolo: barone di Casale, Castello; signore di Sala di donn'Alvira, Misirdino d'oro al capriolo di verde (citato in Mango e in NBSC) (Cenno storico in Famiglie nobili di Sicilia (archiviato dall'url originale il 12 febbraio 2018).) |
|        | Ambrogi o Ambrosi (Firenze) Trinciato d'azzurro e d'oro, al leone attraversante dell'uno all'altro, tenente in palo con la branca anteriore destra una spada d'argento (citato in ASFI) (DE) In blau-gold schräggeteiltem Feld 1 Löwe in verwechselten Tinkturen, in der Rechten 1 goldenes Schwert haltend (citato in KHIF) |
|        | Ambrogi (Firenze) D'azzurro, a tre spade basse appuntate d'argento (citato in ASFI) |
|        | Ambrogi (Pistoia) Palato di sei pezzi d'argento e di nero, alla fascia attraversante d'oro, sormontata da una palla scaccata d'argento e di rosso, attraversante sui due pezzi centrali del palato (citato in ASFI) |
|        | Ambrogi (Prato) D'azzurro, alla fascia accostata in capo da tre stelle a otto punte e in punta da un delfino natante, il tutto d'oro (citato in ASFI) |
|        | Ambrogi (Toscana) (DE) In Blau 1 fünfstrahliger facettierter silberner Stern (citato in KHIF) |
|        | Ambrogi (Toscana) (DE) In gold-blau geteiltem Feld 1 Löwe in verwechselten Tinkturen, in der Linken 1 silbernes Schwert haltend (citato in KHIF) |
|        | Ambrogi (Perugia) (la blasonatura non è stata ancora caricata) (citato in UNFE) Immagine nella Biblioteca Estense Universitaria (id. 7328), su bibliotecaestense.beniculturali.it. URL consultato il 9 dicembre 2020 (archiviato dall'url originale il 4 marzo 2016). |
|        | Ambrogiani (Firenze) Di..., alla stella a otto punte di..., sormontata da tre gigli di..., ordinati in capo (citato in ASFI) |
|        | Ambrogi del Nicchio (Firenze) Trinciato d'azzurro e d'oro, al leone attraversante dell'uno all'altro, tenente in palo nella branca anteriore destra una spada d'argento (citato in ASFI) |
|        | Ambrogini o Ambrogini da Iesi (Firenze) D'azzurro, alla stella a otto punte d'argento (citato in ASFI) (DE) In Blau 1 achtstrahliger facettierter silberner Stern (citato in KHIF) |
|        | Ambrogio (abata mitrato e preposto parroco di Sant') (Milano) d'argento al destrocherio vestito d'oro impugnante uno staffile d'oro colle corregge d'argento. Lo stemma è accollato all'aquila imperiale, timbrato a destra col pastorale, a sinistra colla spada e la ferula dietro accollata (citato in SPRE – Vol. I pag. 370) braccio destro vestito di oro uscente da sinistra afferrante con la mano di carnagione uno staffile di oro su argento (citato in LEOM) |
|        | Ambroni (Cesena) (la blasonatura non è stata ancora caricata) (citato in BLCW) Immagine in Blasone Cesenate. |
|        | Ambrosetti (Torino) D'azzurro, alla fenice al naturale, fissante un sole levante d'oro, sulla sua immortalità uscente da un cuore di rosso, caricante una fascia abbassata d'argento, che poggia sulla punta dello scudo, di verde Motto: Utriusque auxilio (citato in SUBL) |
|        | Ambrosi tagliato di azzurro e di rosso alla sbarra d'oro accostata da due leoni dello stesso (citato in SPRE – Vol. I pag. 371) |
|        | Ambrosi d'azzurro alla banda accostata da due leopardi illeoniti, il tutto d'argento (citato in SPRE – Vol. IX pag. 209) |
|        | Ambrosi de Magistris (Roma) Titolo: Nobile di Anagni spaccato nel 1ºdi rosso al tronco d'albero al naturale accompagnato in capo da un crescente d'argento accostato da 2 comete d'oro, una in banda, l'altra in sbarra; nel 2º d'argento al leone di verde sostenuto da un caduceo di nero. Sul tutto una fascia d'azzurro caricata da due rami di spine intrecciati d'oro (citato in SPRE – Vol. I pag. 371) 2 rami di spino incrociati di oro su fascia di azzurro su troncato di rosso e di argento - tronco di albero al naturale uscente dalla fascia sormontato da luna di argento su rosso - 2 comete poste in banda e in sbarra di oro in alto su rosso - leone rampante di verde su caduceo di nero uscente dalla punta su argento (citato in LEOM) Motto: Recisa viresco |
|        | Ambrosi Rosati Sacconi (Ascoli Piceno) partito: nel 1º tagliato di azzurro e di rosso alla sbarra d'oro accostata da due leoni dello stesso (Ambrosi); nel 2º spaccato: nel 1º di azzurro alla cometa d'oro ondeggiante in palo; nel 2º di rosso a 3 monti di oro: alla fascia d'oro caricata di 2 rose di rosso, attraversante sulla partizione (Sacconi) (citato in SPRE – Vol. I pag. 371) sbarra di oro su tagliato di azzurro e di rosso - 2 leoni rampanti di oro posti in banda - 2 rose di rosso su fascia di oro su troncato di azzurro e di rosso - cometa posta in palo di oro in alto su azzurro - monte a 3 cime di oro uscente dalla punta su rosso (citato in LEOM) |
|        | Ambrosi Tomasi (Roma) Titolo: Nobile di Anagni spaccato nel 1º tagliato d'azzurro e di rosso alla sbarra d'oro, attraversante sulla partizione, accostata da due leoni dello stesso; nel 2º d'azzurro alla fascia d'oro accompagnata da 6 stelle dello stesso, tre in capo e tre in punta, disposte in bande (citato in SPRE – Vol. I pag. 372 e Vol. IX pag. 209) alias sbarra di oro su tagliato di azzurro e di rosso - 2 leoni controrampanti di oro posti in banda - fascia di oro su azzurro - 6 stelle (6 raggi) di oro poste in doppia fascia su azzurro (citato in LEOM) |
|        | Ambrosi Tomasi (Roma) Titolo: Nobile di Anagni troncato: nel 1º d'azzurro alla banda accostata da due leopardi illeoniti, il tutto d'argento (Ambrosi); nel 2º di rosso alla banda partita di nero e d'argento ed accostata da sei stelle di 8 raggi d'oro (Tomasi) (citato in SPRE – Vol. IX pag. 209) banda di argento su azzurro - 2 leopardi illeoniti di argento su azzurro posti in sbarra - banda trinciata di nero e di argento su rosso - 6 stelle (8 raggi) di oro su rosso poste in doppia banda (citato in LEOM) |
|        | Ambrosini (Cremona) Leone leopardito (citato in DAlena) |
|        | Ambrosini (Cremona) di rosso alla banda dello stesso orlata dentata d'argento e caricata di un leone illeopardito dello stesso coronato d'oro (citato in BLCR) alias partito d'argento e di rosso a due triangoli isosceli dell'uno nell'altro col vertice rivolto verso il basso (citato in BLCR) Immagine in Blasonario Cremonese (archiviato dall'url originale il 2 marzo 2017). |
|        | Ambrosini (Cesena) (la blasonatura non è stata ancora caricata) (citato in BLCW) Immagine in Blasone Cesenate. |
|        | Ambrosio (Cuneo) Titolo: Conti di San Giorgio troncato: al 1º d'oro, all'aquila coronata di nero; al 2º d'azzurro, a tre gigli d'oro, colla fascia di rosso, attraversante sulla partizione (citato in SPRE – Vol. I pag. 372, in SUBL e in ARCN) alias Inquartato d'Ambrosio (Troncato, al 1° d'oro, all'aquila coronata, di nero, al 2° d'azzurro, a tre gigli d'oro, con la fascia di rosso attraversante sulla partizione) e di Giusiana (citato in SUBL) inquartato al 1º e 4º di Ambrosio, al 2º e 3º di Giusiana che è d'oro a tre bande d'azzurro cariche di quattro stelle (6) d'oro ordinate due sulla banda di mezzo ed una su caduna banda laterale; col capo cucito d'oro carico di un'aquila di nero, coronata del campo (citato in ARCN) fascia di rosso su troncato di oro e di azzurro - aquila coronata di nero su oro - 3 gigli di oro posti in fascia su azzurro - 4 stelle (6 raggi) di oro poste su 3 bande di azzurro una sulla prima due sulla seconda e una sulla terza su oro - capo d'Impero (citato in LEOM) motto: Virtus omnia vincit |
|        | Ambrosio (Avigliana) Troncato, d'oro all'aquila coronata, di nero, e d'argento alla rosa di rosso; con la fascia d'azzurro, ondata, sulla partizione Motto: Olet et ornat (citato in SUBL) |
|        | Ambrosio (Mombasiglio) D'argento, alla rosa di rosso, fogliata di verde, con il capo d'oro, cucito, carico di un'aquila coronata, di nero (citato in SUBL) |
|        | Ambrosio o De Ambrosis Titolo: signori di Scaletta Altessino e Prunetto Troncato, d'oro all'aquila coronata, di nero, e d'argento alla rosa di rosso; con la fascia d'azzurro, ondata, sulla partizione (citato in SUBL) |
|        | Ambrosio (Cuorgné, Piossasco) Titolo: conti di Chialamberto; signori di Villarbasse D'argento a tre gigli d'oro cuciti, con il capo d'oro carico di un'aquila di nero, sostenuto di rosso (citato in SUBL) |
|        | Ambrosio (Cuneo) inquartato: al 1º e 4º di Ambrosio, che è troncato: al 1º d'oro, all'aquila coronata di nero; al 2º d'azzurro, a tre gigli d'oro, colla fascia di rosso, attraversante sulla partizione; al 2º e 3º di Giusiana che è d'oro a tre bande d'azzurro, cariche di quattro stelle (6) d'oro, ordinate, 2 sulla banda di mezzo ed una su cadauna banda laterale; col capo cucito d'oro, carico di un'aquila di nero, coronata del campo Motto: Virtus omnia vincit Svolazzi: d'oro, d'azzurro e di nero (citato in SPRE – Vol. I pag. 372) |
|        | Ambrosio o D'Ambrosio (Napoletano) d'azzurro, a due leoni d'oro, affrontati e controrampanti ad un pino al naturale sradicato e fruttato (citato in NBNA e in STVS) |
|        | Ambruscio (Napoletano) (la blasonatura non è stata ancora caricata) (citato in NBNA) |
|        | Ambusto (Napoli) Serpente (citato in DAlena) |

### Amd
| Stemma | Casato e blasonatura |
| ------ | --- |
|        | Amdua (Sicilia) diviso, nel 1 ° d'oro un'aquila bicipite coronata, nel 2° interzato in banda di azzurro d'argento e di nero (citato in NBSC) (Cenno storico in Famiglie nobili di Sicilia (archiviato dall'url originale il 12 febbraio 2018).) |

### Ame
| Stemma | Casato e blasonatura |
| ------ | --- |
|        | Amedei (Barge) Titolo: Consignori di Crissolo d'oro, al leone di rosso (citato in SUBL) |
|        | Amedei (Bra) Di rosso, al leone d'argento, carico di tre fasce in divisa, d'azzurro Motto: Neminem timeo (citato in SUBL) |
|        | Amedeo (Torino) Titolo: Conte di Lamporo d'oro, al nuraghe mezzo rovinato, a sinistra, fondato sopra un ristretto di scoperto, al naturale, accompagnato nel punto destro del capo, da una stella d'azzurro (citato in SPRE – Vol. I pag. 373 e Vol. IX pag. 209 e in SUBL) rovina di un castello o torre a una porta al naturale aperta di nero (nuraghe mezzo distrutto) su oro - stella (5 raggi) di azzurro in alto a sinistra su oro (citato in LEOM) Motto: Fidentius tenax Svolazzi: d'oro, di azzurro e di verde |
|        | Amelia (Napoletano) (la blasonatura non è stata ancora caricata) (citato in NBNA) |
|        | Amelii (Cesena) (la blasonatura non è stata ancora caricata) (citato in BLCW) Immagine in Blasone Cesenate. |
|        | Amelina o Armelina (Messina) d'oro, a 3 mosche di nero 2, 1 (citato in GUCA – pag. 370, in Mango e in DAlena) d'oro con tre mosche nere ordinate 2, l (citato in NBSC) (Cenno storico in Famiglie nobili di Sicilia (archiviato dall'url originale il 12 febbraio 2018).) |
|        | Amelio o Ameglio (Nizza Monferrato, Casale) Fasciato di rosso e d'argento, con il capo del secondo, carico di un'aquila di nero, coronata d'oro (citato in SUBL) |
|        | Amendola (Napoletano) (la blasonatura non è stata ancora caricata) (citato in NBNA) |
|        | Amendolea (Napoletano) (la blasonatura non è stata ancora caricata) (citato in NBNA) |
|        | Americi (Sermoneta - Roma) Spaccato con la fascia in divisa di rosso attraversante; nel 1º d'azzurro alla fenice d'argento nella sua immortalità di rosso, mirante il sole d'oro, orizzontale a destra; nel 2 º bandato di rosso e di oro (citato in Amayden, pag. 103) Immagine nel cortile interno del Palazzo Americi di Sermoneta alias Spaccato con la fascia in divisa di rosso attraversante; il 1º d'azzurro alla fenice d'argento nella sua immortalità d’oro infiammata di rosso , fissante un sole d’oro posto nel 1º cantone; il 2 º bandato di rosso e di oro (citato in Amayden, pag. 103) Immagine nel Coro della Chiesa di S. Maria Assunta di Sermoneta |
|        | Americi (Roma) D'azzurro con la lettera A in oro nel cuore e tre stelle dello stesso, due ai cantoni del capo ed una in punta (citato in Campidoglio, vol. I, pag. 44, immagine in Rust, Americi (PDF).) |
|        | Amerighi o D'Amerigo (Firenze) di azzurro al monte di sei cime d'oro, movente dalla punta, sormontato nel capo da una palla dello stesso (citato in SIAT), Tomo V, pag. 56 |
|        | Amerighi (Firenze) di azzurro a un'A maiuscola in cuore d'oro, accompagnata da tre stelle di 6 raggi del medesimo, due in capo e una in punta; al capo di oro caricato d'un'aquila di nero imbeccata e membrata (citato in SPRE – Vol. I pag. 373) lettera A maiuscola di oro accompagnata da 3 stelle (6 raggi) dello stesso su azzurro poste 2,1 - aquila di nero su oro in capo (citato in LEOM) |
|        | Amerighi (Firenze) Titolo: Patrizio di Siena di rosso alla lettera A maiuscola d'argento, accompagnata da tre stelle di sei raggi d'oro (citato in SPRE – Vol. IX pag. 210) lettera A maiuscola di argento su rosso - 3 stelle (6 raggi) di oro poste 2,1 su rosso (citato in LEOM) |
|        | Amerighi (Firenze) D'azzurro, alla lettera A maiuscola d'oro, attorniata da quattro stelle a sei punte dello stesso, 1.2.1 alias D'azzurro, alla lettera A maiuscola d'oro, attorniata da quattro stelle a otto punte dello stesso, 1.2.1 (citato in ASFI) |
|        | Amerighi (Siena) D'azzurro alla lettera A maiuscola in cuore, accompagnata da tre stelle ad otto punte, poste due in capo ed una nella punta, il tutto d'oro. (citato in BICC Tavola 107 pag. 254) alias D'azzurro alla lettera A maiuscola in cuore, accompagnata da tre stelle ad sei punte, poste due in capo ed una nella punta, il tutto d'oro. (citato in BICC Tavola 105 pag. 250) alias D'azzurro, alla lettera A maiuscola d'oro, accompagnata da tre stelle a sei punte dello stesso, 2.1; con il capo dell'Impero, talvolta abbassato sotto il capo di Santo Stefano alias D'azzurro, alla lettera A maiuscola d'oro, accompagnata da tre stelle a otto punte dello stesso, 2.1; con il capo dell'Impero, talvolta abbassato sotto il capo di Santo Stefano (citato in ASFI) |
|        | Amerighi (Poppi) D'azzurro alla fascia diminuita d'oro accompagnata da tre conchiglie d'oro due in capo ed una in punta (citato in UNFE) Immagine nella Biblioteca Estense Universitaria (id. 7316). (citato in BNCR) |
|        | Amerighi della Stella (Firenze) D'azzurro, alla fascia diminuita di rosso, accompagnata in capo da tre conchiglie d'oro, 2.1, e in punta da una stella a otto punte dello stesso (citato in ASFI) |
|        | Amero d'Aste Stella (Roma, Albenga) partito: nel 1º, d'oro, a cinque cotisse di rosso, al leone di azzurro coronato del medesimo sul tutto (D'Aste); nel 2º, di argento, alla fascia di rosso, accompagnata in capo da tre stelle a 8 raggi d'oro, ordinate in fascia, e in punta da un monte a tre cime di verde (Stella) (citato in SPRE – Vol. I pag. 374) leone rampante di azzurro coronato dello stesso su 5 sbarre di rosso su oro - fascia di rosso su argento - 3 stelle (8 raggi) di oro poste in fascia in alto su argento - 3 monti al naturale di verde uscenti dalla punta in basso su argento (citato in LEOM) |
|        | Amesini (Nizzardo) Troncato indentato di rosso e d'argento (citato in SUBL) |
|        | Ametrano o Amitrano (Molise, Napoletano) D'azzurro a due leoni d'oro affrontati e tenenti un giglio fiorito di verde (citato in DAlena e in STVS) |
|        | Ametrano (Napoletano) (la blasonatura non è stata ancora caricata) (d'azzurro, al leone d'oro lampassato di rosso, allo scaglione attraversante di rosso caricato di un crescente in capo e di due stelle a otto raggi ai lati, il tutto d'oro) (citato in NBNA) |

### Amf
| Stemma | Casato e blasonatura |
| ------ | --- |
|        | Amfuso (Sicilia) d'oro con una fascia verde caricata da tre mezze lune d'oro (citato in NBSC) (Cenno storico in Famiglie nobili di Sicilia (archiviato dall'url originale il 12 febbraio 2018).) |

### Ami
| Stemma | Casato e blasonatura |
| ------ | --- |
|        | Amiani (Fano) Titolo: Nobile di Fano troncato da una fascia di rosso, carica di due gigli, frammezzati da una stella di sei raggi; il tutto d'oro: nel 1º d'argento al drago al naturale, ardito con le ali spiegate; nel 2º bandato d'argento e di rosso (citato in SPRE – Vol. IX pag. 210) stella (6 raggi) 2 gigli di oro su fascia di rosso su troncato di argento e bandato di argento e di rosso - drago al naturale su argento (citato in LEOM) |
|        | Amicarelli (Napoli, Agnone) Di rosso, all'albero di olivo frondoso e sradicato al naturale accompagnato in capo da una fede vestita di nero Motto: Ut unum sint (citato in PRTS) |
|        | Amice (Napoletano) (la blasonatura non è stata ancora caricata) (citato in NBNA) |
|        | Amici interzato in banda, d'oro, d'argento, e di rosso (citato in MONT – pag. 138) |
|        | Amici (Cesena) (trinciato d'oro e di rosso, alla banda d'argento attraversante) (citato in BLCW) Immagine in Blasone Cesenate. |
|        | Amici (Nizzardo) Titolo: consignori di Santo Stefano Interzato in banda, d'oro, di rosso e d'argento (citato in SUBL) |
|        | Amici (Firenze) D'azzurro, a due putti nudi affrontati di carnagione, sormontati da un compasso d'oro aperto in scaglione e racchiudente tra le punte una stella a otto punte dello stesso (citato in ASFI) |
|        | Amici (Napoletano) (la blasonatura non è stata ancora caricata) (citato in NBNA) |
|        | Amici (Trevi) (la blasonatura non è stata ancora caricata) Notizie storiche nel sito della Associazione Pro Trevi. |
|        | Amico (Cherasco) Titolo: Conte di Meane con S. Bartolomeo, Cavaliere, Nobile troncato: al 1º d'azurro, a due sciabole addossate, d'argento, manicate d'oro; al 2º d'argento, alla Fede di carnagione, colle braccia vestite di rosso (citato in SPRE – Vol. I pag. 375) 2 sciabole di argento addossate poste in palo su azzurro - fede di carnagione vestita di rosso su argento (citato in LEOM) |
|        | Amico (Asti) Titolo: conti di Castell'Alfero, Quarto e Portacomaro D'argento, a tre uccelli di nero, con il capo d'azzurro, carico di un anello di fede, ossia foggiato a due mani intrecciate d'oro alias D'argento, a tre colombe al naturale, con il capo d'azzurro, carico di un anello di fede, ossia foggiato a due mani intrecciate d'oro Motto: Usque ad cineres (citato in SUBL) |
|        | Amico (Cherasco) Titolo: conti di Meane con S. Bartolomeo, Torre Bormida Troncato, d'azzurro, a due sciabole d'argento, manicate d'oro, decussate, e d'argento, alla fede di carnagione, con le braccia vestite di rosso alias Troncato, d'azzurro, a due sciabole d'argento, manicate d'oro, decussate, e d'argento, alla fede di carnagione, con le braccia vestite d'azzurro alias Troncato, d'azzurro, a due sciabole addossate d'argento, manicate d'oro, e d'argento, alla fede di carnagione, con le braccia vestite di rosso (citato in SUBL) |
|        | Amico o D'Amico (Messina, Milano, Milazzo, Catania) Titolo: marchese d'oro, alla banda d'azzurro, sostenente uno sparviero al naturale, passante sulla medesima (citato in SPRE – Vol. I pag. 375 e Vol. IX pag. 210) banda di azzurro su oro - sparviero (uccello) al naturale passante sulla banda in alto su oro (citato in LEOM) d'oro alla banda d'azzurro, sostenente uno sparviero camminante del suo colore (citato in Mango) d'oro con una banda d'azzurro ed uno sparviero nero passante: Lo scudo sormontato da corona di marchese (citato in NBSC) alias d'azzurro alla croce d'oro (arma antica) (citato in Mango e in NBSC) (Cenno storico in Famiglie nobili di Sicilia (archiviato dall'url originale il 12 febbraio 2018).)                                                   |
|        | Amico (Messina) d'oro, alla banda d'azzurro accompagnata in capo da uno sparviero di nero (citato in GUCA – pag. 517 e in DAlena) |
|        | Amico-Paternò (Catania) Titolo: conte d'oro, alla banda d'azzurro sostenente uno sparviero al naturale, passante sulla medesima (citato in NBSC) alias inquartato: nel 1º e 4º d'oro, alla banda d'azzurro, accompagnata in capo da uno sparviero di nero; nel 2º e 3º d'oro a quattro pali di rosso, al filetto d'azzurro attraversante (citato in SPRE – Vol. I pag. 375) inquartato: nel 1° e 4° come sopra (Amico); nel 2° e 3° d'oro a quattro pali di rosso colla banda d'azzurro attraversante (Paternò) (citato in NBSC) banda di azzurro su oro - sparviero (uccello) al naturale passante sulla banda in alto su oro - banda di azzurro su 4 pali di rosso su oro (citato in LEOM) (Cenno storico in Famiglie nobili di Sicilia (archiviato dall'url originale l'11 febbraio 2018).) |
|        | Amidani (Cremona) d'oro a sei pine di verde 3, 2 e 1 (citato in BLCR) alias d'argento alla fascia dentata di rosso, col capo d'oro caricato di un'aquila spiegata di nero coronata del campo (citato in BLCR) Immagine in Blasonario Cremonese (archiviato dall'url originale il 2 marzo 2017). |
|        | Amidei (Firenze) Fasciato di sei pezzi d'oro e di rosso (citato in ASFI) |
|        | Amidei (Firenze) D'azzurro, alla banda d'argento (citato in ASFI) |
|        | Amidei (Firenze) Troncato di rosso e d'argento, al leone attraversante dell'uno all'altro (citato in ASFI) |
|        | Amidei o Amodeo (Sicilia) Titolo: barone di Pietralonga, Tonnara, Palagio di Trapani, Monterosso, Salina diviso d'argento e di rosso con un leone dell'uno e dell'altro; lo scudo sormontato da elmo di barone con lambrequini (citato in NBSC) (Cenno storico in Famiglie nobili di Sicilia (archiviato dall'url originale il 12 febbraio 2018).) |
|        | Amidei (Firenze) D'azzurro, al leopardo illeonito d'oro e alla banda diminuita attraversante di rosso (citato in ASFI) |
|        | Amidei (Siena) D'azzurro, al compasso aperto in scaglione d'oro, accompagnato in punta da una stella a otto punte dello stesso alias D'azzurro, allo scaglione d'oro, accompagnato in punta da una stella a sei punte dello stesso; con il capo dell'Impero (citato in ASFI) |
|        | Amidei (Siena) Troncato d'argento e di rosso, a tre fusti di pianta di cavolo attraversanti appuntati di verde (citato in ASFI) |
|        | Amidei o Omodei (Sicilia) Titolo: barone di Vallelunga, Falconieri partito di nero e di argento con un'ala dell'uno e dell'altro; lo scudo sormontato da elmo di barone con lambrequini (citato in NBSC) (Cenno storico in Famiglie nobili di Sicilia (archiviato dall'url originale il 12 febbraio 2018).) |
|        | Amidei (Toscana) (DE) In Silber 3 rote Balken (citato in KHIF) |
|        | Amidei di Ser Galgano (Siena) Di..., alla branca di leone di... (citato in ASFI) |
|        | Amieri (Firenze) D'oro, alla banda di vaio alias Di rosso, alla banda di vaio (citato in ASFI) |
|        | Amigho (Veneto) (d'argento, a due bande di rosso, che racchiudono una lettera G maiuscola dello stesso) (citato in STBV) (immagine dello Stemmario reale di Baviera.) alias (d'argento, a due bande di rosso, racchiudenti tre gigli dello stesso, ordinati nel senso della pezza) (citato in STBV) (immagine dello Stemmario reale di Baviera.) |
|        | Amigo (Atilia, Venezia) (la blasonatura non è stata ancora caricata) (citato in UNFE) Immagine nella Biblioteca Estense Universitaria (id. 6956). |
|        | Amigo (Ancona, Armelia, Narchata, Venezia) (la blasonatura non è stata ancora caricata) (citato in UNFE) Immagine nella Biblioteca Estense Universitaria (id. 5665). |
|        | Amigoni (Cumiana) Titolo: nobile semitroncato e partito: al 1º di azzurro all'agnello pasquale al naturale; al 2º tagliato d'argento e di rosso; al 3º d'oro (citato in SPRE – Vol. I pag. 376) agnello pasquale al naturale su azzurro - tagliato di argento e di rosso - oro pieno (citato in LEOM) Motto: Deus, amor, pax |
|        | Amigoni (Compiano) (La blasonatura non è stata ancora caricata) (citato in DAlena) |
|        | Amigoni o Amigone (Mantova) Titolo: conti di Moransengo Troncato, al 1° d'argento, a due leoni di rosso, affrontati, che reggono una stella caudata, di rosso, al 2° bandato d'argento e di rosso (citato in SUBL) |
|        | Amigoni (Mantova) (la blasonatura non è stata ancora caricata) (citato in UNFE) Immagine nella Biblioteca Estense Universitaria (id. 4927). |
|        | Amilei (Cesena) (la blasonatura non è stata ancora caricata) (citato in BLCW) Immagine in Blasone Cesenate. |
|        | Amirato (Napoletano) (la blasonatura non è stata ancora caricata) (citato in NBNA) |
|        | Amistà (Mondovì) Titolo: nobile D'azzurro, al leone d'oro (citato in SUBL e in ARCN) alias D'azzurro, al leone coronato, bandato d'argento e di nero (citato in SUBL) Cimiero: cane d'argento, nascente Motto: Amicizia - Amicitia |
|        | Amiternini (Abruzzo) Spaccato: nel 1° d'azzurro al sole d'oro accompagnato da due stelle di sei raggi dello stesso; nel 2° d'argento a due caprioli di rosso colla fascia attraversante sulla partizione (citato in DAlena) |
|        | Amizini (Firenze) D'azzurro, alla banda d'argento caricata di un filetto ondato di verde (citato in ASFI) |
|        | Amizini (Firenze) D'azzurro, al castello turrito di due pezzi d'argento, accompagnato in punta da un monte di sei cime d'oro (citato in ASFI) |
|        | Amizo (Mestre, Venezia) (la blasonatura non è stata ancora caricata) (citato in UNFE) Immagine nella Biblioteca Estense Universitaria (id. 6955). |
|        | Amizo (Narchata, Ravenna, Venezia) (la blasonatura non è stata ancora caricata) (citato in UNFE) Immagine nella Biblioteca Estense Universitaria (id. 5666). |
|        | Amizzini o Ammizzini (Toscana) (DE) In Blau 1 silberner Schrägbalken, belegt mit 1 blauen Wellenschrägleiste (citato in KHIF) |
|        | Amizzini o Ammizzini (Toscana) (DE) In Blau 1 silberner Schrägbalken, belegt mit 1 grünen Wellenschrägbalken (citato in KHIF) |
|        | Amizzo (Veneto) (trinciato d'oro e di rosso, alla banda d'argento attraversante) (citato in STBV) (immagine dello Stemmario reale di Baviera.) |

### Amm
| Stemma | Casato e blasonatura |
| ------ | --- |
|        | Amman (Milano) grifo rampante di oro tenente un caduceo dello stesso in destra su rosso - stella (6 raggi) di oro in alto su rosso (citato in LEOM) |
|        | Amman (Milano) Titolo: Conte di rosso al grifone tenente un caduceo e sormontato da una stella di sei raggi, il tutto d'oro Cimiero: un moretto nudo, nascente, colal chioma legata e svolazzante, tenente con la destra un ramoscello di cotone e la sinistra appoggiata al fianco, il tutto al naturale, e fra un volo troncato: a destra d'oro e di rosso; a sinistra all'opposto Motto: Non fortuna sed virtus (citato in SPRE – Vol. I pag. 376) |
|        | Amman (Milano) grifo rampante di oro con 3 corone intorno al collo dello stesso tenente con la destra un caduceo di oro e 2 cornucopie dello stesso intrecciate al basso su rosso (citato in LEOM) |
|        | Ammannati (Firenze, Prato) D'oro, a tre branche di leone d'azzurro, poste in fascia e ordinate l'una sull'altra alias D'oro, a tre branche di leone d'azzurro, poste in banda e ordinate l'una sull'altra (citato in ASFI) |
|        | Ammannati (Pisa) Di rosso, alla banda d'argento, caricata di tre palle del campo alias Di rosso, alla banda d'argento, caricata di tre torte del campo (citato in ASFI) |
|        | Ammannati (Pistoia, Pescia) D'argento, a due branche di leone decussate d'azzurro (citato in ASFI) |
|        | Ammannati (Toscana) (DE) In Silber 3 schräggelegte abgerissene blaue Löwenpranken pfahlweise (citato in KHIF) |
|        | Ammannati (Toscana) (DE) In Gold 3 schräggelegte abgerissene silberne Löwenpranken pfahlweise (citato in KHIF) |
|        | Ammazzalorsa o Mazzalorsa (Bisceglie) Titolo: nobile di Monopoli di oro all'orso rampante al naturale, impugnante con le zampe anteriori una mazza nodosa di verde (citato in SPRE – Vol. I pag. 376 e Vol. IX pag. 211 e in PRTS) orso rampante al naturale impugnante tra le anteriori una mazza nodosa di verde su oro (citato in LEOM) |
|        | Ammirati (Firenze) Fasciato ondato d'argento e di nero (citato in ASFI) |
|        | Ammirati (Toscana) (DE) In Silber 3 schwarze Wellenbalken (citato in KHIF) |
|        | Ammirati (Toscana) (DE) In Silber 3 schwarze Wellenbalken, überdeckt von 1 vierlätzigen roten Turnierkragen (citato in KHIF) |
|        | Ammirato (Sicilia) d'azzurro, al leone d'oro, tenente con le zampe anteriori un'aquila spiegata e coronata dello stesso (citato in Mango) |
|        | Ammizzini o Amizzini (Toscana) (DE) In Blau 1 silberner Schrägbalken, belegt mit 1 roten Wellenschrägleiste (citato in KHIF) |
|        | Ammizzini (Toscana) (DE) In Rot 1 schwarzer erniedrigter Sparren, belegt mit 3 silbernen Rosen (citato in KHIF) |
|        | Ammone (Sorrento, Napoli) Titolo: patrizio di Sorrento inquartato: nel 1º e nel 4º di argento a cinque fasce ondate di nero; nel 2º e 3º d'azzurro ad un A di oro (citato in SPRE – Vol. I pag. 376, in PRTS e in NBNA) 5 fasce ondate di nero su argento - lettera A maiuscola di oro su azzurro (citato in LEOM) |
|        | Ammone (Napoletano) (la blasonatura non è stata ancora caricata) (citato in NBNA) Notizie storiche in Nobili napoletani. |
|        | Ammoniti o Amoniti (Firenze) Troncato merlato d'azzurro e d'argento (citato in ASFI) (DE) Blau-silber im Zinnenschnitt geteilt (citato in KHIF) |

### Amo
| Stemma | Casato e blasonatura |
| ------ | --- |
|        | Amodeo (Napoletano) (la blasonatura non è stata ancora caricata) (citato in NBNA) |
|        | Amodio (Sicilia) d'azzurro, al leone d'oro, posto alla campagna di verde, guardante il sole del secondo, figurato di rosso, orizzontale a destra (citato in Mango) |
|        | Amone (Napoletano) d'azzurro, alla banda cucita di rosso, per inchiesta, caricata di tre conchiglie al naturale (citato in NBNA, Sulmona dei nobili e degli onorati : la storia, le famiglie, gli stemmi p. 63) |
|        | Amore (Sicilia) Titolo: barone di Bulcendelli; signore di Siccara, Casacchio, Sulla, Crucifia d'oro, al cuore di rosso forato da una saetta d'argento, posta in banda Motto: Amore (citato in Mango e in NBSC) (Cenno storico in Famiglie nobili di Sicilia (archiviato dall'url originale il 12 febbraio 2018).) |
|        | Amore (Napoletano) (la blasonatura non è stata ancora caricata) (d'argento, alla fascia d'azzurro, caricata di tre stelle a otto raggi d'oro, accompagnata da tre cuori rosso, due in capo e uno in punta) (citato in NBNA) |
|        | Amore (Napoletano) (la blasonatura non è stata ancora caricata) (al pellicano con la sua pietà) (citato in NBNA) |
|        | Amorea (Catanzaro) D'azzurro al monte all'italiana di tre cime d'oro uscente dalla punta e sostenente una gru con la sua vigilanza dello stesso accompagnata nel cantone sinistro del capo da una cometa d'argento in sbarra (citato in DAlena e in BLCL) |
|        | Amoretti (Oneglia) Titolo: marchesi di Osasio; conti di Bestagno, Borgo Sant'Agata, Castelvecchio, Costarossa e Costiolo, Envie; signori di Olivastri, Sarola, Villaguardia Troncato, d'azzurro a tre stelle d'oro ordinate in fascia e d'argento al cane di nero, ferito da un dardo dello stesso Motto: Semper fidelis (citato in SUBL) |
|        | Amoretti (Ovada) D'azzurro, all'amorino d'argento, bendato e vestito di rosso, tenente tra le mani un arco al naturale, posto in palo (citato in STOV) |
|        | Amorosi (Napoletano) d'argento, al veltro di nero collarinato d'oro mirante una stella (6) d'azzurro posta nel cantone destro del capo (citato in NBNA e in STVS) |
|        | Amorosi (Napoletano) (la blasonatura non è stata ancora caricata) (citato in NBNA) |
|        | Amorosi (Cesena) (la blasonatura non è stata ancora caricata) (citato in BLCW) Immagine in Blasone Cesenate. |
|        | Amoroso (Napoletano) Titolo: principe di Amorio partito troncato: nel 1° d'azzurro a tre crescenti male ordinati, il 1° d'oro, montante, gli altri due addossati, di argento, accompagnati in punta da un amorino al naturale; nel 2° d'argento a quattro catene di ferro, moventi dagli angoli dello scudo e riunite in cuore da un anello con al centro la lettera maiuscola A di nero; nel 3° d'argento, alla torre di rosso, merlata di quattro mattonate, aperta e finestrata di nero, fondata sulla campagna erbosa; accollata alla torre un tralcio di vite pampinosa (citato in STVS) |
|        | Amorotti (Bologna) D'azzurro, al melo (pero?) nutrito sulla pianura erbosa, il tutto al naturale, accostato da due gigli d'oro, con il leone d'oro, passante sul tronco (citato in SUBL) |

### Amr
| Stemma | Casato e blasonatura |
| ------ | --- |
|        | Amrhyn o Am Rhyn (Torino) D'azzurro, a tre stelle (6) d'oro, con la mezzaluna montante, dello stesso, in abisso Motto: Omnia cum tempore (citato in SUBL) |

### Amu
| Stemma | Casato e blasonatura |
| ------ | --- |
|        | Amuldoni o Favalotti (Modena, Ferrara) (la blasonatura non è stata ancora caricata) (citato in UNFE) Immagine nella Biblioteca Estense Universitaria (id. 594). |
|        | Amuldoni (la blasonatura non è stata ancora caricata) (citato in UNFE) Immagine nella Biblioteca Estense Universitaria (id. 3658).                              |
|        | Amuldoni o Favalotti (Modena) (la blasonatura non è stata ancora caricata) (citato in UNFE) Immagine nella Biblioteca Estense Universitaria (id. 1542).         |
|        | Amulius (Venezia) (la blasonatura non è stata ancora caricata) (citato in UNFE) Immagine nella Biblioteca Estense Universitaria (id. 5402).                     |